# 御休村
御休村（みやすそん）は、岡山県上道郡にあった村。現在の岡山市東区の一部にあたる。

## 地理
吉井川下流右岸と砂川との間の平地に位置していた。
- 山岳：妙見山、大日幡山[2]

## 歴史
- 1889年（明治22年）6月1日、町村制の施行により、上道郡楢原村、矢井村、浅川村、寺山村、西祖村、一日市村、吉井村が合併して村制施行し、御休村が発足[1][2]。旧村名を継承した楢原、矢井、浅川、寺山、西祖、一日市、吉井の7大字を編成[2]。
- 1910年（明治43年）大字西祖に御休巡査駐在所を設置し1936年（昭和11年）大字楢原に移転[2]。
- 1917年（大正6年）御休郵便局（現：岡山上道郵便局）開設[2]。
- 1945年（昭和20年）一日市堤防が決壊し村内の大半が浸水した[2]。
- 1953年（昭和28年）4月1日、上道郡平島村、角山村と合併し、町制施行し上道町を新設して廃止された[1][2]。

### 地名の由来
明治天皇御巡幸にちなむ。

## 産業
- 農業、果樹、酪農[2]

## 教育
- 大字西祖に福岡小学校が所在[2]。1900年（明治33年）高等科を設置し、御休尋常高等小学校（現岡山市立御休小学校）に改称[2]。1907年（明治40年）女学校が付設されたが1919年（大正8年）に廃止[2]。1921年（大正10年）農業補習学校を併設[2]。1949年（昭和24年）幼稚園併設[2]。